# Hans Ey
Hans Ey (19 de junho de 1916 - ) foi um comandante de U-Boot que serviu na Kriegsmarine durante a Segunda Guerra Mundial.

## Carreira

### Patentes
| Offiziersanwärter    | 5 de abril de 1935   |
| Fähnrich zur See     | 1 de julho de 1936   |
| Oberfähnrich zur See | 1 de janeiro de 1938 |
| Leutnant zur See     | 1 de abril de 1934   |
| Oberleutnant zur See | 1 de outubro de 1939 |
| Kapitänleutnant      | 1 de julho de 1942   |

### Condecorações
| Cruz de Ferro 2ª Classe    | 1940                    |
| Badge de guerra dos U-Boot | 19 de fevereiro de 1941 |
| Cruz de Ferro 1ª Classe    | 1941                    |

### Patrulhas
|       | Comandante    | Partida               | Partida     | Chegada                | Chegada     | Dias    | Toneladas |
| ----- | ------------- | --------------------- | ----------- | ---------------------- | ----------- | ------- | --------- |
| 1     | Oblt. Hans Ey | 25 de agosto de 1941  | Bergen      | 25 de setembro de 1941 | St. Nazaire | 32 dias | 2,215     |
|       | Oblt. Hans Ey | 4 de novembro de 1941 | St. Nazaire | 6 de novembro de 1941  | St. Nazaire | 3 dias  |           |
| 2     | Oblt. Hans Ey | 8 de novembro de 1941 | St. Nazaire | 16 de novembro de 1941 | Afundado    | 9 dias  |           |
| Total | Total         | Total                 | Total       | Total                  | Total       | 41 dias | 2 215 t   |

### Sucessos
- 1 Navio danificado com 2 215 toneladas

| Data                   | U-Boot | Nome da Embarcação  | Toneladas | Nacionalidade | Comboio |
| ---------------------- | ------ | ------------------- | --------- | ------------- | ------- |
| 11 de setembro de 1941 | U-433  | Bestum (danificado) | 2 215     | norueguês     | SC-42   |
| Total                  | Total  | Total               | 2 215 t   |               |         |